# Strada statale 747 Fossaltina
La strada statale 747 Fossaltina (SS 747) è una strada statale italiana il cui percorso si sviluppa in Molise. Si tratta di un collegamento trasversale tra la valle del Biferno e la valle del Trigno, i due principali fiumi molisani.

## Percorso
La strada ha origine dallo svincolo Fossalto della strada statale 647 Fondo Valle del Biferno e, dirigendosi verso nord, raggiunge in sequenza gli svincoli di Fossalto e Pietracupa. Aggirando quest'ultimo paese da sud, punta poi diretto verso nord.
Proseguendo lungo il tracciato, supera lo svincolo per Salcito e costeggia Trivento, innestandosi infine sulla strada statale 650 di Fondo Valle Trigno in corrispondenza proprio dello svincolo Trivento.

## Storia
La strada rappresenta l'unione di un discreto numero di tratti stradali preesistenti e realizzati ad hoc, nell'ottica di creare un collegamento veloce tra le due dorsali stradali rappresentate dalle SS 647 e SS 650.
In particolare si tratta della:
- Strada provinciale 139 Fossaltina (SP 139), per un tratto lungo 5,656 km, dall'innesto con la SS 647 a quello con la SP 138;
- Strada provinciale 138 Fossalto-Pietracupa (SP 138), per un tratto lungo 1,242 km, dall'innesto con la SP 139 all'innesto con la SP C.Montana;
- Strada provinciale Comunità Montana, per un tratto lungo 2,683 km, dall'innesto con la SP 138 (svincolo per Pietracupa) alla rotonda di Piana di Sciarra;
- Strada provinciale 41 Garibaldi (SP 41), per un tratto lungo 7,857 km, dalla rotonda di Piana di Sciarra al bivio per Salcito;
- Strada provinciale 15 Trignina (SP 15), per un tratto lungo 9,713 km, dal bivio per Salcito all'innesto con la SP 77 in località Piana d'Ischia;
- Strada provinciale 77 Chietina (SP 77), per un tratto lungo 0,732 km, dall'innesto con la SP 15 in località Piana d'Ischia a quello con la SS 650.

L'arteria è quindi stata oggetto del cosiddetto piano Rientro strade, per cui la competenza dei vari tronchi è passata all'ANAS il 1º ottobre 2018 la quale ha provvisoriamente classificati i singoli tronchi stradali rispettivamente come nuova strada ANAS 516 S.P. 139 Fossaltina (NSA 516), nuova strada ANAS 517 S.P. 138 Fossalto-Pietracupa (NSA 517), nuova strada ANAS 518 Montana (NSA 518), nuova strada ANAS 519 S.P. 41 Garibaldi (NSA 519), nuova strada ANAS 520 S.P. 15 Trignina (NSA 520) e nuova strada ANAS 521 S.P. 77 Chietina (NSA 521).
La strada ha ottenuto la classificazione attuale nel corso del 2019 con i seguenti capisaldi di itinerario: "Innesto con la S.S. n. 647 (Km 22+600) - Innesto con la S.S. n. 650 (Km 38+600)".